# Comuna Sohodol, Alba
Sohodol (în maghiară: Aranyosszohodol) este o comună în județul Alba, Transilvania, România, formată din satele Băzești, Bilănești, Bobărești, Brădeana, Burzonești, Deoncești, Dilimani, Furduiești, Gura Sohodol, Hoancă, Joldișești, Lazuri, Lehești, Luminești, Medrești, Morărești, Munești, Năpăiești, Nelegești, Nicorești, Peleș, Poiana, Robești, Sebișești, Sicoiești, Sohodol (reședința), Surdești, Șimocești, Țoci, Valea Verde și Vlădoșești.

## Demografie
Componența etnică a comunei Sohodol
     Români (92,4%)
     Alte etnii (2,99%)
     Necunoscută (4,61%)
Componența confesională a comunei Sohodol
     Ortodocși (92,66%)
     Penticostali (1,17%)
     Alte religii (1,04%)
     Necunoscută (5,13%)
Conform recensământului efectuat în 2021, populația comunei Sohodol se ridică la 1.540 de locuitori, în scădere față de recensământul anterior din 2011, când fuseseră înregistrați 1.729 de locuitori. Majoritatea locuitorilor sunt români (92,4%), iar pentru 4,61% nu se cunoaște apartenența etnică. Din punct de vedere confesional, majoritatea locuitorilor sunt ortodocși (92,66%), cu o minoritate de penticostali (1,17%), iar pentru 5,13% nu se cunoaște apartenența confesională.

## Politică și administrație
Comuna Sohodol este administrată de un primar și un consiliu local compus din 11 consilieri. Primarul, Sorin Constantin Corcheș[*], de la Partidul Național Liberal, este în funcție din 2012. Începând cu alegerile locale din 2024, consiliul local are următoarea componență pe partide politice:
|  | Partid                          | Consilieri | Componența Consiliului | Componența Consiliului | Componența Consiliului | Componența Consiliului | Componența Consiliului | Componența Consiliului |
|  | ------------------------------- | ---------- | ---------------------- | ---------------------- | ---------------------- | ---------------------- | ---------------------- | ---------------------- |
|  | Partidul Național Liberal       | 6          |                        |                        |                        |                        |                        |                        |
|  | Alianța pentru Unirea Românilor | 3          |                        |                        |                        |                        |                        |                        |
|  | Partidul Social Democrat        | 2          |                        |                        |                        |                        |                        |                        |

## Atracții turistice
- Mănăstirea Poiana Sohodol cu hramul "Înălțarea Domnului" din satul Poiana
- Biserica Mănăstiri Poiana Sohodol, construită în anul 1875
- Rezervația naturală "Peștera Lucia (1 ha)
- Colecția muzeală Eugen Goia
- Rezervația naturală "Izbucul Hoancă"
- Rezervația naturală "Peștera din Colț"
- Monumentul Eroilor din satul Sohodol

## Personalități
- Nicolae Furdui Iancu (n. 1955), cântăreț român de muzică populară